# Felipe Gutiérrez
Felipe Gutiérrez (Quintero, 8 oktober 1990) is een Chileens voormalig voetballer die als aanvallende middenvelder speelde. Gutiérrez debuteerde in 2010 in het Chileens voetbalelftal.

## Carrière
Gutiérrez komt uit een gezin, met naast zijn broer zowel langs moeders als vaders kant drie zussen. Zijn vader woonde van 1976 tot 1987 met zijn gezin (drie dochters) in Middelburg. Toen Gutiérrez in 2012 een contract tekende bij FC Twente, kwamen ook zijn moeder en vriendin over.
Gutiérrez speelde in de jeugd voor Everton de Viña del Mar en Universidad Católica. Voor laatstgenoemde club debuteerde hij in 2009 in het betaald voetbal. Hij won met Universidad Católica in 2010 de competitie en in 2011 de nationale beker. Ook speelde hij met de club in de Copa Libertadores en de Copa Sudamericana. Gutiérrez tekende in de zomer van 2012 een contract voor vijf jaar bij FC Twente. Hiermee werd hij in zijn eerste twee seizoenen zesde en derde in de Eredivisie. Gedurende het seizoen 2014/15 begonnen bij FC Twente gevolgen van financiële problemen door te wegen. Er werd bezuinigd op de selectie, er was bestuurlijke onrust en de club kreeg punten in mindering als straf voor het gevoerde beleid. Gutiérrez eindigde met zijn ploeggenoten als tiende en een jaar later als dertiende. Hij werd in 2016 aanvoerder van FC Twente.
Gutiérrez tekende in juli 2016 een contract tot medio 2020 bij Real Betis, de nummer tien van de Primera División in het voorgaande seizoen. Op 29 maart 2017 werd hij voor het seizoen 2017 verhuurd aan SC Internacional. Na zijn terugkeer ontbonden Real Betis en hij in januari 2018 zijn contract.

## Clubstatistieken
| Seizoen         | Club                 | Competitie          | Competitie | Competitie | Beker | Beker | Continentaal1 | Continentaal1 | Overig | Overig | Totaal | Totaal |
| Seizoen         | Club                 | Competitie          | Wed.       | Dlp.       | Wed.  | Dlp.  | Wed.          | Dlp.          | Wed.   | Dlp.   | Wed.   | Dlp.   |
| --------------- | -------------------- | ------------------- | ---------- | ---------- | ----- | ----- | ------------- | ------------- | ------ | ------ | ------ | ------ |
| 2009            | Universidad Católica | Primera División    | 3          | 0          | —     | —     | —             | —             | —      | —      | 3      | 0      |
| 2010            | Universidad Católica | Primera División    | 15         | 2          | 1     | 1     | —             | —             | —      | —      | 16     | 3      |
| 2011            | Universidad Católica | Primera División    | 31         | 10         | 5     | 0     | 13            | 0             | —      | —      | 49     | 10     |
| 2012            | Universidad Católica | Primera División    | 17         | 7          | —     | —     | 6             | 2             | —      | —      | 23     | 9      |
| 2012/13         | FC Twente            | Eredivisie          | 27         | 4          | 2     | 0     | 9             | 1             | 2      | 2      | 40     | 7      |
| 2013/14         | FC Twente            | Eredivisie          | 33         | 3          | 1     | 0     | 0             | 0             | 0      | 0      | 34     | 3      |
| 2014/15         | FC Twente            | Eredivisie          | 5          | 0          | 1     | 0     | 0             | 0             | 0      | 0      | 6      | 0      |
| 2015/16         | FC Twente            | Eredivisie          | 29         | 2          | 1     | 0     | 0             | 0             | 0      | 0      | 30     | 2      |
| 2016/17         | Real Betis           | Primera División    | 14         | 1          | 2     | 0     | 0             | 0             | 0      | 0      | 16     | 1      |
| 2017/18         | Real Betis           | Primera División    | 0          | 0          | 0     | 0     | 0             | 0             | 0      | 0      | 0      | 0      |
| 2018            | Sporting Kansas City | Major League Soccer | 20         | 7          | 1     | 0     | 0             | 0             | 4      | 0      | 25     | 7      |
| 2019            | Sporting Kansas City | Major League Soccer | 32         | 12         | 1     | 0     | 5             | 0             | 0      | 0      | 37     | 8      |
| 2020            | Sporting Kansas City | Major League Soccer | -          | -          | -     | -     | -             | -             | -      | -      | -      | -      |
| 2021            | Universidad Católica | Primera División    | 21         | 3          | 6     | 0     | 0             | 0             | 0      | 0      | 27     | 3      |
| 2022            | Universidad Católica | Primera División    | 15         | 3          | 8     | 0     | 0             | 0             | 0      | 0      | 23     | 3      |
| Carrière totaal | Carrière totaal      | Carrière totaal     | 262        | 54         | 29    | 1     | 33            | 3             | 6      | 2      | 329    | 60     |

Bijgewerkt op 11 juli 2022.

## Interlandcarrière
Gutiérrez debuteerde in 2010 in het Chileens voetbalelftal, waarmee hij deelnam aan de strijd om de Copa América 2011 en Copa América 2015. Hij kwalificeerde zich in 2013 met zijn landgenoten ook voor het wereldkampioenschap voetbal 2014, waarop hij het in de groepsfase opnam tegen Nederland, Spanje en Australië. Gutiérrez won in 2015 met Chili de Copa América. Zelf speelde hij dat toernooi alleen in de halve finale, toen hij in de 86e minuut inviel voor Jorge Valdivia.
| Interlands van Felipe Gutiérrez voor Chili | Interlands van Felipe Gutiérrez voor Chili | Interlands van Felipe Gutiérrez voor Chili | Interlands van Felipe Gutiérrez voor Chili | Interlands van Felipe Gutiérrez voor Chili | Interlands van Felipe Gutiérrez voor Chili | Interlands van Felipe Gutiérrez voor Chili |
| №                                          | Datum                                      | Wedstrijd                                  | Uitslag                                    | Soort wedstrijd                            | Doelpunten                                 |                                            |
| Als speler van CD Universidad Católica     | Als speler van CD Universidad Católica     | Als speler van CD Universidad Católica     | Als speler van CD Universidad Católica     | Als speler van CD Universidad Católica     | Als speler van CD Universidad Católica     | Als speler van CD Universidad Católica     |
| ------------------------------------------ | ------------------------------------------ | ------------------------------------------ | ------------------------------------------ | ------------------------------------------ | ------------------------------------------ | ------------------------------------------ |
| 1                                          | 30 mei 2010                                | Chili – Noord-Ierland                      | 1 – 0                                      | Vriendschappelijk                          | 0                                          |                                            |
| 2                                          | 31 mei 2010                                | Chili – Israël                             | 3 – 0                                      | Vriendschappelijk                          | 0                                          |                                            |
| 3                                          | 20 juni 2011                               | Chili – Estland                            | 4 – 0                                      | Vriendschappelijk                          | 0                                          |                                            |
| 4                                          | 24 juni 2011                               | Paraguay – Chili                           | 0 – 0                                      | Vriendschappelijk                          | 0                                          |                                            |
| 5                                          | 2 september 2011                           | Spanje – Chili                             | 3 – 2                                      | Vriendschappelijk                          | 0                                          |                                            |
| 6                                          | 16 februari 2012                           | Paraguay – Chili                           | 2 – 0                                      | Vriendschappelijk                          | 0                                          |                                            |
| 7                                          | 22 maart 2012                              | Chili – Peru                               | 3 – 1                                      | Vriendschappelijk                          | 0                                          |                                            |
| 8                                          | 12 april 2012                              | Peru – Chili                               | 0 – 3                                      | Vriendschappelijk                          | 0                                          |                                            |
| Als speler van FC Twente                   |                                            |                                            |                                            |                                            |                                            |                                            |
| 9                                          | 17 oktober 2012                            | Chili – Argentinië                         | 1 – 2                                      | Kwalificatie WK 2014                       | 1                                          |                                            |
| 10                                         | 14 november 2012                           | Chili – Servië                             | 1 – 3                                      | Vriendschappelijk                          | 0                                          |                                            |
| 11                                         | 6 februari 2013                            | Chili – Egypte                             | 2 – 1                                      | Vriendschappelijk                          | 0                                          |                                            |
| 12                                         | 8 juni 2013                                | Paraguay – Chili                           | 1 – 2                                      | Kwalificatie WK 2014                       | 0                                          |                                            |
| 13                                         | 14 augustus 2013                           | Chili – Irak                               | 6 – 0                                      | Vriendschappelijk                          | 0                                          |                                            |
| 14                                         | 15 november 2013                           | Engeland – Chili                           | 0 – 2                                      | Vriendschappelijk                          | 0                                          |                                            |
| 15                                         | 20 november 2013                           | Brazilië – Chili                           | 2 – 1                                      | Vriendschappelijk                          | 0                                          |                                            |
| 16                                         | 5 maart 2014                               | Duitsland – Chili                          | 1 – 0                                      | Vriendschappelijk                          | 0                                          |                                            |
| 17                                         | 31 mei 2014                                | Chili – Egypte                             | 3 – 2                                      | Vriendschappelijk                          | 0                                          |                                            |
| 18                                         | 5 juni 2014                                | Chili – Noord-Ierland                      | 2 – 0                                      | Vriendschappelijk                          | 0                                          |                                            |
| 19                                         | 14 juni 2014                               | Chili – Australië                          | 3 – 1                                      | WK 2014                                    | 0                                          |                                            |
| 20                                         | 18 juni 2014                               | Spanje – Chili                             | 0 – 2                                      | WK 2014                                    | 0                                          |                                            |
| 21                                         | 23 juni 2014                               | Nederland – Chili                          | 2 – 0                                      | WK 2014                                    | 0                                          |                                            |
| 22                                         | 28 juni 2014                               | Brazilië – Chili                           | 1 – 1 (3 – 2 n.s.)                         | WK 2014                                    | 0                                          |                                            |
| 23                                         | 5 juni 2015                                | Chili – El Salvador                        | 1 – 0                                      | Vriendschappelijk                          | 0                                          |                                            |
| 24                                         | 29 juni 2015                               | Chili – Peru                               | 2 – 1                                      | Copa América                               | 0                                          |                                            |

Bijgewerkt op 9 juli 2015.

## Erelijst
| Competitie                |                      |                      |                      |                      |
| Competitie                | Aantal               | Jaren                |                      |                      |
| Universidad Católica      | Universidad Católica | Universidad Católica | Universidad Católica | Universidad Católica |
| ------------------------- | -------------------- | -------------------- | -------------------- | -------------------- |
| Kampioen Primera División | 1x                   | 2010                 |                      |                      |
| Copa Chile                | 1x                   | 2011                 |                      |                      |
| Chili                     |                      |                      |                      |                      |
| Copa América              | 1x                   | 2015, 2016           |                      |                      |